# U.S.A. (trilogie)
 (juin 2015).
Si vous disposez d'ouvrages ou d'articles de référence ou si vous connaissez des sites web de qualité traitant du thème abordé ici, merci de compléter l'article en donnant les références utiles à sa vérifiabilité et en les liant à la section « Notes et références ».
Pour les articles homonymes, voir USA (homonymie).
La trilogie U.S.A. est l’œuvre majeure de l'écrivain américain John Dos Passos. Elle est composée du  42e Parallèle (1930), de 1919 (1932) et de La Grosse Galette (titre original : The Big Money) (1936). Les trois ouvrages furent d’abord publiés ensemble en 1938 dans une édition en un seul volume, et John Dos Passos ajouta à cette édition le prologue intitulé « U.S.A. ».
La trilogie figure à la 23e place dans la liste des cent meilleurs romans de langue anglaise du XXe siècle établie par la Modern Library en 1998.
La trilogie utilise une technique d’écriture expérimentale, et mêle quatre modes de narration différents : des sections narratives racontant la vie de douze personnages fictifs, des collages de unes de journaux et de paroles de chansons réunis sous le titre « Newsreel » (« Actualités »), des biographies individuelles de personnages importants de l’époque comme Woodrow Wilson ou Henry Ford, et des fragments autobiographiques écrits en utilisant la technique de courant de conscience (stream of consciousness), intitulés « Camera Eye » (« L’Œil de la Caméra »). La trilogie relate le développement de la société américaine durant les trois premières décennies du XXe siècle.

## Les quatre modes de narration
Dans les sections narratives, la trilogie U.S.A. raconte les vies de douze personnages différents dans leur lutte pour trouver une place dans la société américaine du début du XXe siècle. Chaque personnage est présenté au lecteur depuis son enfance, avec l’utilisation du discours indirect libre. Bien que leurs vies soient relativement distinctes et séparées, les personnages se rencontrent parfois et interagissent les uns avec les autres. Il existe aussi des personnages secondaires qui se développent en arrière-plan, dont le point de vue n’est jamais adopté, mais qui forment une passerelle entre les différents personnages.
Les sections « L’Œil de la Caméra » mettent en œuvre la technique du courant de conscience, et participent à la création d’une dimension autobiographique de l’œuvre en retraçant le parcours de l’auteur, de son enfance à son engagement politique d’écrivain. « L’Œil de la Caméra » numéro 50 contient certainement la phrase la plus célèbre de la trilogie, lorsque Dos Passos évoque l'exécution de Sacco et Vanzetti: « all right we are two nations » (« très bien nous sommes deux nations »)
Les sections « Actualités » sont constituées de unes de journaux et de fragments d’articles extraits du Chicago Tribune pour Le 42e Parallèle et du New York World pour 1919 et La Grosse Galette, ainsi que de paroles de chansons populaires de l’époque. La section « Actualités » numéro 66 par exemple, qui précède « L’Œil de la Caméra » numéro 50 et qui annonce le verdict de l’affaire Sacco et Vanzetti, contient les paroles de l’Internationale.
Les biographies sont les récits des vies de personnages historiques. La biographie la plus citée est « The Body of An American » (« Le corps d’un Américain »), qui raconte l’histoire d’un soldat inconnu mort pendant la Première Guerre mondiale, et qui conclut 1919.
Cependant, la séparation entre ces modes de narration est plutôt stylistique que thématique. Certains critiques ont mis en avant des correspondances entre le personnage fictif de Mary French et la journaliste Mary Heaton Vorse, remettant ainsi en question la séparation stricte entre les sections narratives et les biographies. De plus, des citations d’articles de journaux sont souvent introduites dans les biographies, remettant en question la séparation stricte entre les sections biographiques et les sections « Actualités ».

## Liste des biographies incluses
Cette liste présente les différentes biographies, principalement de personnalités américaines mais aussi d'inconnus (cf. le paragraphe précédent) dans l'ordre dans lequel elles se présentent dans la trilogie U.S.A.

### Dans42eparallèle
- Eugene Debs (1855-1926), homme politique américain, syndicaliste et socialiste, un des fondateurs du syndicat des Industrial Workers of the World.
- Luther Burbank (1849-1926), horticulteur américain qui a développé plus de 800 nouvelles variétés de plantes dont la pomme de terre Russet Burbank.
- Big Bill Haywood (1869-1928), figure centrale du mouvement ouvrier américain, membre fondateur et leader des Industrial Workers of the World, et membre du comité exécutif du parti socialiste américain.
- William Jennings Bryan (1860-1925), avocat et homme politique américain, trois fois candidat à la présidence des États-Unis pour le Parti démocrate.
- Minor Keith (1848-1929), homme d'affaires et industriel américain, fondateur de la United Fruit Company.
- Andrew Carnegie (1835-1919), industriel et philanthrope britannique naturalisé américain.
- Thomas Edison (1847-1931), inventeur et industriel américain. Pionnier de l'électricité et fondateur de General Electric, l'un des premiers empires industriels mondiaux, il est reconnu comme l'un des inventeurs américains les plus importants.
- Charles Proteus Steinmetz (1865-1923), mathématicien et ingénieur en électricité américain, favorisant le développement du courant alternatif qui a rendu possible l'expansion de l'industrie électrique aux États-Unis.
- Bob La Follette (1855-1925), homme politique américain, membre du Congrès, l'un des soutiens importants de Theodore Roosevelt.

### Dans1919
- Jack Reed (1887-1920), journaliste et militant communiste américain, connu pour son ouvrage sur la révolution bolchévique, Dix jours qui ébranlèrent le monde.
- Randolph Bourne (1886-1918), écrivain et intellectuel américain, connu pour ses essais, en particulier L'État, qui était resté inachevé à sa mort.
- Theodore Roosevelt (1858-1919), homme politique américain, vingt-sixième président des États-Unis de 1901 à 1909. Il fut également historien, naturaliste, explorateur, écrivain et soldat.
- Paxton Hibben (1880-1928), diplomate, journaliste, écrivain et philanthrope américain.
- Thomas Woodrow Wilson (1856-1924), homme politique américain, vingt-huitième président des États-Unis de 1913 à 1921. Prix Nobel de la paix en 1919.
- J.P. Morgan (1837-1913), financier et banquier américain, fondateur de l'International Mercantile Marine Company, propriétaire du Titanic. Son nom est à l'origine de celui de la banque JPMorgan Chase.
- Joe Hill (1879-1915), chanteur engagé, membre du syndicat américain Industrial Workers of the World. Exécuté pour meurtre après un procès controversé, il est devenu une figure des luttes sociales.
- Wesley Everest (1890-1919), syndicaliste des Industrial Workers of the World et vétéran de la Première Guerre mondiale. Il fut lynché à mort lors du massacre de Centralia (en) par des membres de l'American Legion.
- Le Corps d'un Américain, soldat inconnu mort pendant la Première Guerre mondiale.

### DansLa Grosse Galette
- Frederick Winslow Taylor (1856-1915), ingénieur américain, promoteur le plus connu de l'organisation scientifique du travail, dont son nom a donné le taylorisme.
- Henry Ford (1863-1947), industriel américain et fondateur du constructeur automobile Ford. Son nom est attaché au fordisme, une méthode industrielle alliant un mode de production en série fondé sur le principe de ligne d’assemblage et un modèle économique ayant recours à des salaires élevés.
- Thorstein Veblen (1857-1929), économiste et sociologue américain. Il était membre de l'Alliance technique qui donna naissance au mouvement technocratique.
- Isadora Duncan (1877-1927), danseuse américaine qui révolutionna la pratique de la danse, apportant les premières bases de la danse moderne européenne, à l'origine de la danse contemporaine.
- Rudolph Valentino (1895-1926), acteur italien, ayant fait carrière à Hollywood, icône et sex-symbol, dont la mort jeune a provoqué un phénomène d'hystérie collective parmi ses admiratrices.
- Orville et Wilbur Wright (1871-1948, Orville - 1867-1912, Wilbur), deux frères pionniers américains de l'aviation, à la fois chercheurs, concepteurs, constructeurs et pilotes. Ils ont effectué en 1903 le premier vol motorisé contrôlé.
- Frank Lloyd Wright (1867-1959), architecte américain, principal protagoniste du style Prairie et le concepteur des maisons usoniennes, petites habitations en harmonie avec l’environnement où elles sont construites.
- William Randolph Hearst (1863-1951), homme d'affaires américain, magnat de la presse écrite, dont la vie est représentée, dans un portrait à peine voilé, dans le film d'Orson Welles, Citizen Kane.
- Samuel Insull (1859-1938), homme d'affaires et investisseur américain spécialisé dans l'achat de compagnies d'énergies et de chemins de fer, un des principaux artisans de l'édification du réseau électrique aux États-Unis.
- Vagabond.

## Les personnages de fiction
Dans la Trilogie USA, Dos Passos met en scène douze personnages de fiction, certains sont emblématiques du désir d'ascension sociale et financière de l'Amérique du Début du XXe siècle, leur destin, souvent contrarié ou tragique reflète à la fois l'âpreté de la course au dollar et la fragilité des positions sociales dans le grand chaudron des roaring twenties. À leur manière, ils incarnent des archétypes du rêve américain, qui peut à tout instant tourner au cauchemar. Les autres sont emblématiques de « la deuxième nation », l' Amérique des luttes syndicales et politiques qui représente l'« envers du décor » capitaliste.
- Mac (Fainey Mac Creary) : journaliste idéaliste et fauché, il a embrassé la cause du syndicalisme radical[2].
- J. Ward Morehouse : un homme d'affaires sans scrupules ni morale, spécialiste du marketing
- Janey Williams : sa jeune secrétaire - sténographe , originaire de Washington D.C.
- Eleanor Stoddard  : une arriviste sociale, méprisante, froide et hautaine
- Charley Anderson : ancien as de l'aviation durant la 1° Guerre mondiale, il se lance dans la production de moteurs d'avions mais se perd dans la spéculation financière, l'alcool et les femmes faciles et meurt tragiquement alors que la fortune était presque acquise.
- Joe Williams : un marin fruste et peu intelligent, frère de Janey Williams
- Richard Ellsworth  Savage : éduqué à l'université de Harvard, employé de J. Ward Morehouse, auquel il apporte un vernis de respectabilité
- Daughter (Anne Elizabeth Trent) : originaire du Texas, c'est une infirmière au grand cœur
- Eveline Hutchins : artiste peintre, décoratrice et architecte d'intérieur, elle est la protégée d'Eleanor Stoddard.
- Ben Compton : étudiant en droit, activiste dans les milieux syndicaux aux opinions révolutionnaires
- Mary French : journaliste idéaliste et militante syndicale
- Margo Dowling : jeune et belle  actrice ambitieuse et sans scrupules quant aux moyens de la réussite ; elle joue avec les hommes pour promouvoir sa carrière.

D'autres personnages de fiction secondaires gravitent autour de ces douze personnages récurrents, comme Bill Cermak, le fidèle mécanicien de Charley Anderson, devenu ouvrier dans son usine, qui meurt lorsque Charley, alcoolisé, crashe un prototype d'avion flambant neuf ; Agnès la confidente et camériste de Margo Dowling, compagne des bons et mauvais jours, et Tony, un jeune Cubain homosexuel et opiomane qui vit aux crochets de Margo et connaîtra une fin sordide.